# Skog
Skog (Bosque en noruego, tomando inspiración de la canción famosa "A forest" por The Cure) era una banda de rock de Bergen que se formó en los inicios de la década de los 90 y desapareció a finales de la misma. El grupo estaba constituido por Anders Waage Nilsen, Øystein Gjærder Bruvik, Eirik Glambek Bøe y Erlend Øye. Los dos últimos componentes fundaron con éxito más tarde el dúo  Kings of Convenience. La banda lanzó en 1996 el LP Tom Tids Tale, el cual constó de cuatro canciones más una canción (The Eternal) de cubierta de Joy Division's en una recopilación. En 2006, Anders Waage Nilsen, Øystein Gjærder Bruvik y Eirik Glambek Bøe volvieron para formar la banda Kommode.

## Miembros
- Erlend Øye (Graves y vocals)
- Eirik Glambek Bøe (Guitarra)
- Øystein Gjærder Bruvik (Guitarra)
- Anders Waage Nilsen (Tambores)

## Discografía

### EP
- 1996 @– Tom Tids Tale

### Recopilaciones
- 1997 @– VV.AA. – Balance. De The Joy Division Reservoir (Skog – The Eternal)